# Hinchinbrook Island
 Hinchinbrook Island ist eine an der Nordostküste Australiens gelegene Insel und gehört zum Bundesstaat Queensland. Die Insel steht größtenteils unter Naturschutz und beherbergt mit dem Hinchinbrook-Island-Nationalpark einen der größten auf einer Insel gelegenen Naturparks Australiens.

## Geographie
Die Hichinbrook-Insel ist rund 400 Quadratkilometer groß. Sie zieht sich über rund 50 Kilometer der Küste Queenslands entlang und ist bis zu zehn Kilometer breit. Im Nordosten geht eine große Halbinsel ab.
Die Insel liegt östlich von Cardwell und nördlich von Lucinda sowie dem Deltas des Herbert Rivers. Hinchinbrook Island ist eine der größten Inseln des Great Barrier Reefs und Teil des Great Barrier Reef Marine Parks. Abgesehen von einem kleinen Ressort steht die gesamte Insel unter Naturschutz.
Die Insel ist durch den Hinchinbrook Kanal vom Festland getrennt, der nach der letzten Eiszeit infolge der Überflutung des Tals des Herbert Rivers entstand. Die Insel selbst besteht aus Gestein des Paläozoikums, das 16 Kilometer lange Hauptpluton im Osten der Insel, das sogenannte Hinchinbrook Granit, aus verschiedenen Hypersolvus Graniten, Vulkaniten sowie Granodioriten. Höchste Erhebung ist mit 1142 m der Mount Bowen. Weitere Erhebungen sind Mount Diamantina (955 m), Mount Straloch (922 m), Mount Pitt (722 m), Mount Burnett (655 m) und Mount Barra Castle (579 m).
Auf dem Festland gegenüber der Insel Hinchinbrook liegen der Girringun-Nationalpark, der Kirrama-Nationalpark, der Edmund-Kennedy-Nationalpark und die Cardwell Ranges, ein Gebirge, das Teil des Welterbes Wet Tropics of Queensland ist. Der sogenannte Great Green Way (Großer Grüner Korridor) umfasst die Küstenregion von der im Norden gelegenen Stadt Cairns zu der 350 Kilometer südlich gelegenen Stadt Townsville. Cardwell liegt am südlichen Ende der Cassowary Coast und hat eine Bevölkerung von zirka 1350.

## Flora und Fauna
Die Insel steht seit 1932 unter Naturschutz.
Die verschiedenen Habitate bieten vielen bedrohten Tierarten eine Heimat. Die Insel ist ein wichtiger Lebensraum für Tiere des küstennahen Tieflands wie dem Rifftriel, der Zweifarben-Fruchttaube und dem Salzwasserkrokodil sowie des Viktoria-Paradiesvogels. Die Gewässer um die Insel werden von Dugongs und Australischen Stupsfinnendelfinen bewohnt.